# 키리야마 렌
키리야마 렌(桐山漣, 1985년 2월 2일~)는 일본에서 태어난 일본 배우이다. 취미는 음악 감상, 스노보드, 당구, 드라이브이다.

## 출연작

### 드라마
- 노다메 칸타빌레 (2006년)
- 휴대폰 소녀 (2007년)
- 올바른 왕자를 만드는 법 (2008년)
- 도쿄 고스트 트립 (2008년)
- 시바토라 (2008년)
- RESET (2009년)
- 가면라이더 W (2009년)
- 혼보시 ~심리특수사건부~(2011년)
- 스위치걸(2011년)
- 37세에 의사가 된 나 (2012년)
- 스위치걸2 (2012년~2013년)
- 데이지 럭 (2018년)

### 영화
- BOYSLOVE 극장판 (2007년)
- 카페 다이칸야마~Sweet Boys~ (2008년)
- 우리들의 방정식 (2008년)
- 카페 다이칸야마2~꿈을 향해~ (2008년)
- Beat Rock☆LOVE (2009년)
- 카페 다이칸야마3~저마다의 내일~ (2009년)
- 가면라이더 디케이드 올라이더 대 대쇼커 (2009년)
- Rambling Hearts (2009년)
- 가면라이더 × 가면라이더 W & 디케이드 MOVIE대전 2010 (2009년)
- 극장판 가면라이더 W FOREVER AtoZ/운명의 가이아 메모리 (2010년)
- 가면라이더 × 가면라이더 OOO & W feat.스컬 MOVIE 대전 CORE (2010년)
- 사다코 (2019년)